# 음력 11월 28일
음력 11월 28일은 음력 11월의 28번째 날이다.

## 사건
- 1469년 - 조선 제 9대 성종 즉위(음력)
- 2004년 - 칠곡 시온글러브 화재 발생.

## 문화
- 1967년 - 현대자동차(주) 설립.
- 2021년 - 중부내륙선 부발 ~ 충주 구간 개통.

## 탄생
- 1973년 - 대한민국의 희극인 박준형.
- 1975년 - 대한민국의 야구인 신경현.
- 1981년 - 미국의 가수 팀.
- 1983년 - 대한민국의 야구 선수 신종길.
- 1989년 - 대한민국의 래퍼 로꼬.
- 1990년 - 대한민국의 가수 구하라 (카라). (~2019년)
- 1991년 - 스웨덴의 축구 선수 빅토르 클라에손.
- 1992년 - 대한민국의 래퍼 서출구.

## 같이 보기
- 음력 360일: 1월 2월 3월 4월 5월 6월 7월 8월 9월 10월 11월 12월
- 전날:11월 27일 다음날:11월 29일 - 전달:10월 28일 다음달:12월 28일
- 양력:11월 28일
- 음력, 윤달